# 차량화보병

APP-6A 기준으로 그려진 차량화 보병의 식별 기호

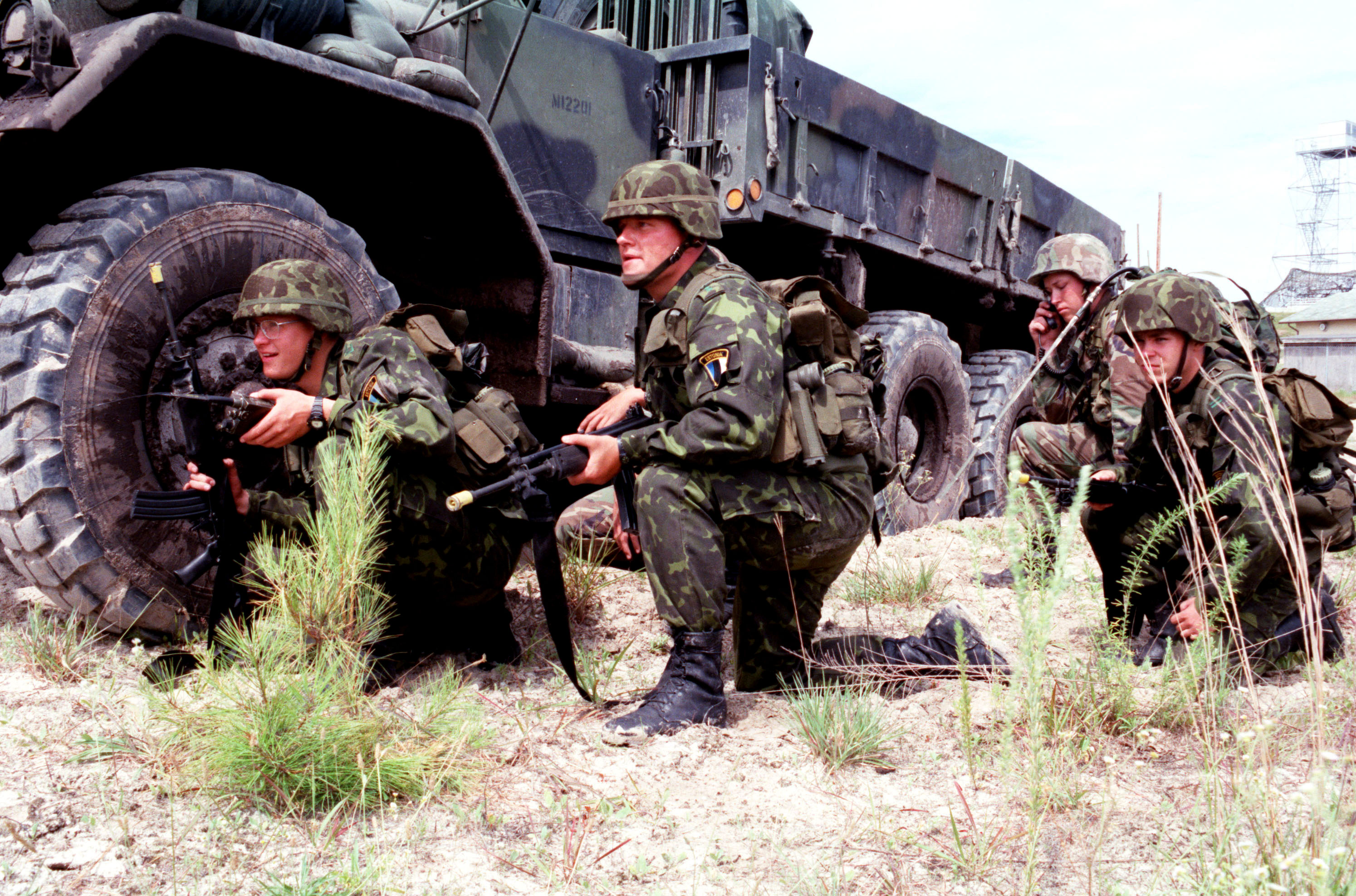
1998년 6월 10일에 촬영된 에스토니아 차량화 보병대의 훈련

차량화보병(車輛化步兵, 영어: Motorized Infantry)은 보병에 자동차를 이용하여 보다 높은 기동성을 보병에게 부여한 단계이다. 차량화 보병은, 도보로 병력전개를 하는 방식에서 벗어나 트럭과 지프 등의 자동차를 이용하여 병력전개를 함으로써 기존의 보병 부대에 비해 월등한 기동성을 갖게 되었다. 기계화 보병의 전단계이다.
옛 소련과 러시아 연방에서는 기계화 보병이라는 명칭을 사용하지 않고 "차량화 보병"이라는 명칭을 택해 사용한다.

## 같이 보기
- 기계화 보병

## 참고
- “FM 100-63 Chapter 3: Motorized Infantry and Infantry Brigades” (영어). GlobalSecurity.org. 2014년 9월 28일에 확인함.